# Nové Chalupy (Volary)
Nové Chalupy (německy Neuhäuser) je zaniklá osada ležící v katastrálním území Horní Sněžná a patřící k městu Volary v okrese Prachatice. Náleží do CHKO Šumava.

## Historie
Pro využití obrovských zásob šumavských lesů probíhalo v 17. století osidlování i odlehlejších oblastí Šumavy nad Volary. A tak podél cesty z Horní Sněžné na Chlum byla založena osada Nové Chalupy. Osada je poprvé zmiňována v dokumentech z roku 1655.
Nové Chalupy jsou součástí Horní Sněžné a byly přifařeny k Pěkné. Obec patřila do okresu Prachatice, zatímco Pěkná až do roku 1939 k okresu Český Krumlov. Po okupaci Československa byla celá tato oblast připojena jako součást Sudet k župě Bavorská Východní marka.
V roce 1940 měla obec 108 německy mluvících obyvatel, kteří obývali 25 domů. Po druhé světové válce (převážně roku 1946) byli téměř všichni místní obyvatelé odsunuti, většinou do různých míst v Bavorsku. Část místních byla přesídlena do jiných částí Šumavy, kde pracovala převážně v lese. Poslední bývalí obyvatelé Nových Chalup opustili Československo v roce 1960. V současnosti nejsou Nové Chalupy trvale obydleny. Na základech původních budov byla v posledních 40 letech obnovena 4 stavení (7 Mechtl (dříve Moerthel), 11 Großkopf, 16 Jakschi, 17 Klein Martini).

### Vývoj počtu obyvatel
| rok  | počet obyvatel | počet domů |
| ---- | -------------- | ---------- |
| 1910 | 94             | 20         |
| 1921 | 119            | 20         |
| 1940 | 108            | 25         |
| 1950 | 0              | 24         |
| 2022 |                | 4          |

### Domovní jména
V roce 1940 nazývali místní domy dle tradic svých předků. Najdeme zde domy se jmény Peterl (hostinec), Mikschl-Schuster, Glaser, Hägellehrer, Schloder, Kasperl, Mechtl, Mechtl-Stübl, Maurer Wenzl, Großkopf, Korl-Wostl, Katerl, Jakschi, Kloa Martini, Kloa Martini-Stübl, Pechhaunsn, Simmerl, Pechfranzl, Auheger, Pechmann či Auhmoth.